# 裴盧麗
裴盧麗（韓語：배누리，1993年2月4日—），韓國女演員、模特兒。

## 演出作品

### 電視劇
- 2010年：MBC《盎心亭》
- 2011年：KBS《Dream High》飾演 麒麟藝高學生
- 2011年：CGV《殺手K》
- 2011年：SBS《我的女兒是花兒》
- 2011年：JTBC《蔬菜店的小夥子》飾演 設計師
- 2012年：MBC《擁抱太陽的月亮》飾演 潺實
- 2012年：JTBC《給親愛的你》飾演 洪蘭
- 2013年：KBS《Drama Special－青春期整合曲（朝鲜语：사춘기 메들리）》飾演 張賢真
- 2013年：KBS《Drama Special－爸爸變態中》
- 2014年：KBS《感激時代：鬪神的誕生》飾演 陽陽
- 2014年：MBC Drama《瑞典洗衣店》飾演 裴瑩美
- 2015年：tvN《超人時代》 飾演 盧麗
- 2015年：O`live（朝鲜语：올'리브）、UMAX《對我乾杯》
- 2016年：Viki《Dramaworld》飾演 秀妍
- 2016年：MBC《拖旅行箱的女人》飾演 吳安娜
- 2017年：tvN《河伯的新娘 2017》飾演 申紫夜
- 2018年：KBS《人偶之家》飾演 李在英／花兒
- 2018年：SBS《致親愛的法官大人》飾演 裴敏貞
- 2018年：SBS《狐狸新娘星》飾演 吳敏貞
- 2019年：SBS《偵探醫生》飾演 朴惠美
- 2020年：KBS《出軌的話就死定了》飾演 國情院要員
- 2022年：KBS1《我眼裡的豆莢》飾演 李英伊

### 電影
- 2010年：《殭屍先生》
- 2018年：《邂逅記憶—初戀》
- 2018年：《非賣品》
- 2019年：《蠻牛》
- 2021年：《這裡面有外星人》
- 2023年：《犯罪都市3》饰演 美美

## 外部連結
- 裴盧麗的Instagram帳戶
- 裴盧麗在NAVER上的资料
- 裴盧麗在Daum上的资料